# Steve Pizzati
Steve Pizzati (Melbourne, 23 aprile 1974) è un conduttore televisivo, giornalista di automobilismo e istruttore di guida australiano di origini italiane.
Dal 2008 conduce il programma Top Gear Australia. Mentre i suoi colleghi sono cambiati di anno in anno, lui conduce lo show ancora oggi.
Inoltre, nel maggio 2013, ha condotto il primo festival di Top Gear al Sidney Motorsport Park con Jeremy Clarkson, James May e Shane Jacobson.